# Moscelyne Larkin
Edna Moscelyne Larkin Jasinski (Miami, 14 gennaio 1925 – Tulsa, 25 aprile 2012) è stata una ballerina statunitense. Insieme a Yvonne Chouteau, Rosella Hightower e le sorelle Maria e Marjorie Tallchief, Larkin viene ricordata come una delle "Five Moons", le cinque ballerine native americane dell'Oklahoma a godere di successo internazionale.

## Biografia
Moscelyne Larkin nacque a Miami, figlia di una ballerina russa e di un nativo americano. La madre le impartì i primi rudimenti della danza e poi si recò a New York per studiare con Vincenzo Celli, Mikhail Mordkin ed Anatole Vilzak-Shollar.
Nel 1941 la quindicenne Larkin fu scritturata dai Ballets Russes de Monte-Carlo di Wassily de Basil, con cui si esibì negli Stati Uniti e in Europa; nella compagnia conobbe il primo ballerino Roman Jasinski, che sposò nel 1943. Nel 1948 fu proclamata prima ballerina e, insieme al marito, si unì al Ballet Russe de Monte Carlo. Fu molto apprezzata per ruoli comici e da soubrette.
Nel 1954 i coniugi Jasinski diedero il loro addio alle scene e si trasferirono a Tulsa, dove fondarono il Tulsa Civic Ballet e la Larkin insegnò danza classica all'Università di Tulsa. Morì a causa di una polmonite nel 2012 all'età di 87 anni.